# Nepalski narodni muzej
Nepalski narodni muzej (muzej Rashtriya) je priljubljena znamenitost glavnega mesta Katmanduja. Približno stoletje je muzej turistična točka in zgodovinski simbol Nepala. Kot največji muzej v državi ima pomembno vlogo pri arheoloških delih in razvoju muzejev. Za prebivalce Katmanduja spomenik služi za podoživljanje bitk, ki so se borile na ozemlju Nepala. Glavne znamenitosti so zbirka zgodovinskih umetniških del (kiparstvo in slike) in zgodovinski prikaz orožja, uporabljenega v vojnah v 18. – 19. Stoletju. Muzej ima ločene galerije, posvečene kipom, slikam, freskam, kovancem in orožju. Ima tri stavbe - Juddha Jayatia Khate Sala, Budovo galerijo umetnosti in glavno stavbo, ki jo sestavljajo naravoslovno-zgodovinski del (zbirka vrst živali, metuljev in rastlin), kulturni in filatelistični oddelek.
Narodni muzej je v okviru Ministrstva za kulturo, turizem in civilno letalstvo. Ima praktično vlogo pri predstavljanju in razumevanju preteklih in sedanjih tradicij prebivalcev Nepala.

## Zgodovina
Nepalski narodni muzej je bil ustanovljen leta 1928 z uporabo stare stavbe, zgrajene v začetku 19. stoletja . To je bila rezidenca, ki jo je zgradil in uporabljal premier Bhimsen Thapa. Stavba ima zbirko bronastih skulptur, paubha slik in orožja, vključno z mečem, ki ga je podaril francoski kralj Napoleon Bonaparte . Muzej, ki je bil takrat znan kot Chhauni Silkhana, dobesedno pomeni 'muzej arzenal', je bil prvotno uporabljen za prikaz ognjenega in drugega orožja, uporabljenega v vojni zgodovini Nepala.
Odprl ga je za javnost februarja 1939 predsednik vlade Nepala Juddha Shamsher Jung Bahadur Rana. Nepalcem je dovolil obiskati muzej, kjer je zaračunal zelo malo in postavil stavbo za muzej umetnosti in jo poimenoval Juddha Jatiya Kalashala. Do takrat so si samo tuji znanstveniki / dostojanstveniki in povabljeni ali gostje predsednika vlade Rana lahko občasno ogledali zbirko.
Chhauni Silkhana se je leta 1967 preimenoval v muzej Rashtriya (dobesedno 'Narodni muzej Nepala') v času njegovega veličanstva kralja Mahendre. 

## Lega
Nepalski narodni muzej je v mestu Katmandu blizu stupe. Klasična zgradba muzeja je na zahodni strani reke. Z vstopom v muzej je na levi umetniška galerija s kipi, rezbarijami in slikami. Stavba naravnost naprej je budistična umetnostna galerija, ki prikazuje budistične umetniške predmete, medtem ko je stavba na desni muzej naravoslovne zgodovine.

## Umetnostna galerija
Umetnostna galerija razstavlja kovinska dela, lesene in kamnite rezbarije. Med kamnitimi podobami je pomemben lik Licchavidskega kralja Jayavarme iz 2. stoletja. Velik kip, ki ga najdemo v Handigaonu, stoji veličastno, potem ko ga je obnovil italijanski projekt. Štiri ukradene skulpture - vodja Veenadharini Saraswati iz 12. stoletja iz Faralpovega Kamalpokharija, Buda iz Bhinchhe Bahal, Patan iz 9. stoletja, Surya iz Pvenijskega trina Ghat iz 14. stoletja in Garudasana Višnu iz Hyumat Tole, Katmandu iz 10. stoletja, ki so jih prejeli od zbiratelja umetniških del v Los Angelesu, so zanimive. Ti predmeti se hranijo v delu galerije s kamnitim okrasjem. 
Nritya Devi je obnovljena lesena skulptura plesne boginje iz 15. stoletja, ki je shranjena v lesoreznem oddelku. Zapleteni motivi, izklesani v tikovini, salu ali rožnem lesu, na montažnih okenskih okvirjih dajejo občutek prefinjenosti pri obdelavi lesa. Serija slik, ki prikazujejo Krišnina čudežna dejanja, znana kot Krišna Lila, so pomembna umetniška dela in zajemajo večji del galerije v slikarskem oddelku.

## Budistična umetnostna galerija
Budistična umetnostna galerija hrani budistične slike, skulpture in obredne predmete. Da bi zagotovili vpogled v budistično umetnost kraljestva Nepal, je bila ta galerija razdeljena na tri oddelke: dolino Tarai, Katmandujsko dolino in severne himalajske odseke. Oddelek Tarai je opremljen s fotografijami rojstne hiše Bude v Lumbini. Čaitje (stupe), kipi Bude in Bodhisattve, ki so bili uliti iz brona, obsegajo del Katmandujske doline. Severni himalajski odsek odraža vpliv tibetanskega budizma, ki je očitno razvil številne običaje in obrede. Zato so v tem delu obredni predmeti, kot je phurpa (čarobna puščica, ki se uporablja predvsem za obredno ubijanje človeške podobe sovražnikov) in dorje (predstavlja grom). Thangka slike, narejene iz bombažnega platna ali svile, tibetanski amuleti in verski predmeti tudi krasijo galerijo. Privlačne podobe Manjushrija (božanstva modrosti), yantra 19. stoletja (ki prikazuje čakre telesa), Dipankara Buda so drugi pomembni deli budistične zbirke.

## Zgodovinski muzej
Monumentalno zgradbo, ki je bila zgrajena za zgodovinski muzej, je zgradil premier Nepala Bhimsen Thapa v 18. stoletju. Bogastvo nepalske biotske raznovrstnosti je razstavljeno v teh prostorih - sesalci, dvoživke, plazilci, ptice, metulji in žuželke. Krzno, rog ali endoskelet tigra, leoparda, rdeče pande, leteče veverice, nosoroga, kita, pisano perje ptic je tudi tu.
Vojaški oddelek je zbirka orožja in predmetov iz antičnega, srednjeveškega in modernega Nepala. Usnjeni kanoni (zaseženi med 1. nepalsko vojno v Tibetu leta 1792 n. št.), čelade iz trsa (iz časa zgodnjih vladarjev), starinske, električne in Thomsonove puške, Birgun (puška, ki naj bi jo izumil Gahendra Shamsher JB Rana), so ostali dragoceni predmeti. V galeriji je na ogled razstavljen meč, ki ga je predstavil Napoleon III. in nagačen tiger, ki so ga ujeli kralji. Zgodovinske in sodobne slike premiera in kraljev dinastij Malla in Shah so razstavljene skupaj s primeri, ki predstavljajo nepalsko zgodovinsko orožje.
Numizmatični oddelek ohranja redke bakrene, srebrne kovance in zlatnike iz obdobja Licchavidov (od 5. do 7. stoletja) do sodobnosti. Na ogled so tudi žetoni iz gline ali usnja in bankovci.